# المركز الوطني للزلازل في سوريا
المركز الوطني للزلازل في سوريا (NEC-SYRIA)، جهة حكومية سورية علمية مختصة في مجال الدراسات والبحوث الزلزالية مخولة القيام بأعمال الرصد الزلزالي بمختلف أنواعه على المستوى المحلي، مقره دمشق ولديه محطات رصد زلزالي على امتداد الجغرافية السورية.

## قرار الإحداث
أحدث المركز وفق القانون 54 لعام 2004، وبحسب المادة /2/ من القانون المذكور "تحدث في الجمهورية العربية السورية هيئة عامة علمية تسمى المركز الوطني للزلازل تتمتع بالشخصية الاعتبارية والاستقلال المالي والإداري مقرها الرئيسي مدينة دمشق وترتبط بوزير النفط والثروة المعدنية ويجوز إحداث فروع لها داخل القطر بقرار من الوزير بناء على اقتراح مجلس الإدارة."

## الهيكلية الإدارية

### مجلس الإدارة
يتألف من:
- المدير العام رئيسا.
- معاون المدير العام للشؤون العلمية عضوا ونائبا للرئيس.
- معاون المدير العام للشؤون الإدارية والمالية عضوا.
- رؤساء الأقسام أعضاء.
- ثلاثة من ذوي الخبرة في محاور عمل المركز يختارون لمدة سنتين قابلة للتجديد من الوزارات والهيئات والمؤسسات ذات العلاقة في الجمهورية العربية السورية ويسمون بقرار من الوزير أعضاء ويتولى مهام المقرر أمين مجلس الإدارة.

### الأقسام
- هيئة البحث العلمي وتتألف من:
  - مديري البحوث
  - الباحثين الرئيسيين
  - الباحثين
  - مساعدي الباحثين
- الهيئة الفنية والمساندة العلمية وتتألف من:
  - مدير أعمال
  - مشرف على الأعمال
  - قائم بالأعمال
  - قائم بالأعمال متمرن
- الهيئة المخبرية والمساندة التقنية وتتألف من:
  - تقني أول
  - تقني
  - مساعد تقني
  - تقني مبتدئ
- الهيئة الإدارية وتتألف من باقي العاملين في المركز.

### أهداف المركز
يهدف المركز الوطني للزلازل إلى بناء منظومة بحثية وتطبيقية متجانسة غايتها الأساسية اعتماد وتطبيق استراتيجية علمية وطنية لتخفيف المخاطر الزلزالية ويتولى في سبيل ذلك المهام الآتية بالتنسيق والتعاون مع الجهات العامة الأخرى ذات الصلة وذات الاهتمام باكتساب ومعالجة المعطيات الزلزالية.
1. إجراء الدراسات والبحوث الإحصائية للزلزالية التاريخية التي حدثت في أراضي الجمهورية العربية السورية وفي المناطق المجاورة ومعالجتها وتوثيقها.
2. إجراء البحوث والدراسات الاحتمالية للهزات الأرضية المتوقعة.
3. إجراء البحوث والدراسات الجيولوجية والبنيوية بهدف التحري عن نطاقات التكتونيك النشط.
4. دراسة تأثير الهزات الأرضية على المنشآت والأبنية السكنية واتخاذ الإجراءات المناسبة مع الجهات ذات العلاقة.
5. وضع الخرائط الفرضية التي تبين تصنيف النطاقات الزلزالية المختلفة في الجمهورية العربية السورية وامتداداتها في البلدان المجاورة.
6. إدارة وتشغيل وتطوير شبكات الرصد الزلزالي وشبكات رصد حركة الصفائح التكتونية العامة بمختلف أنواعها.
7. إدارة وتشغيل نظم التطبيقات الجيوفيزيائية المختلفة ذات العلاقة بالرصد الزلزالي.
8. إنشاء قاعدة معطيات زلزالية وطنية لإحصاء وجمع وأرشفة المعلومات الزلزالية والإشارات التسجيلية التمثيلية والرقمية حول الزلازل في سورية والعالم ووضع آلية لتوزيع وتبادل المعطيات الزلزالية الوطنية والعالمية بمختلف الوساطات التمثيلية والرقمية.
9. تقديم الدراسات والاستشارات والخبرات لجهات القطاع العام والتعاوني والمشترك والخاص والجهات العربية والأجنبية.
10. إعداد خطط الطوارئ الوطنية للتخفيف من المخاطر الزلزالية وإجراء البحوث الميدانية في مواقع الأحداث الزلزالية عند وقوعها والمساهمة في توجيه خطط الإنقاذ والإخلاء والإلجاء إن لزم الأمر.
11. الاهتمام بالإعلام العلمي ونشر برامج التوعية وإصدار الكتيبات والنشرات حول الزلازل وأسباب نشوئها وتأثيراتها المختلفة وكيفية التأقلم مع الكارثة الزلزالية قبل وعند وبعد حدوثها.
12. التعاون مع الجهات المحلية والعربية والإقليمية والدولية في جمع وتبادل المعطيات عن الزلازل التي حدثت في المنطقة وفي نقل المعارف والعلوم إلى العاملين في المركز وإلى المهتمين في هذا المجال في القطاعات الأخرى.
13. استقدام الخبراء وعقد الحلقات الدراسية والتدريبية والندوات والمؤتمرات التي تهدف إلى تطوير الامكانات والخبرات المحلية الضرورية اللازمة في مجال.. الدراسات والبحوث الزلزالية وتخفيف المخاطر والتصرف عند وقوع الحدث.
14. التعاون مع الجامعات السورية في الإشراف على طلاب الدراسات العليا الذين يجرون أبحاثهم في المركز أو في الجامعات على أن تتوافر في المشرفين الشروط الواردة في أنظمة الجامعات السورية.
15. تقديم المقترحات بشأن المعاهدات والاتفاقات العربية والإقليمية والدولية المتعلقة بالزلازل.
16. تدعيم العلاقات بين الجمهورية العربية السورية والدول والهيئات والمنظمات العربية والإقليمية والدولية في الأمور والشؤون والاتفاقيات والبحوث المتعلقة بالمخاطر الزلزالية وتمثيلها في الهيئات والمنظمات والاجتماعات والمؤتمرات العلمية وورش العمل الخاصة بمحاور عمل المركز.